# Bonnetina papalutlensis
Bonnetina papalutlensis es un arácnido perteneciente a la familia Theraphosidae, del orden Araneae. Esta especie fue descrita por Mendoza-Marroquín en 2012. El nombre del género está dedicado a Pierre Bonnet, aracnólogo francés, mientras que el nombre de la especie se relaciona directamente con la localidad de donde es originaria.

## Nombre común
- Español: tarántula de Papalutla.[1]

## Clasificación y descripción de la especie
Es una tarántula de tamaño medio, que puede alcanzar 10 cm de longitud, contando las patas. El caparazón presenta un brillo color cobre, ligeramente rosa con pelos rojizos alrededor del borde; en la parte ventral las coxas y el esternón son color negro; el opistosoma es color negro en la parte dorsal, con pelos rojizos, en la parte ventral, la coloración predominante es marrón. El fémur, rótula, tibia y el metatarso de las patas y palpos tienen una coloración con irisaciones metálicas azul-verde oscuro, más notables en el fémur y la tibia. Coloración azul leve en la parte dorsal de los quelíceros.

## Distribución de la especie
Es endémica de México y se conoce solamente de la localidad tipo, que se encuentra en el estado de Guerrero.

## Ambiente terrestre
Se pueden encontrar bajo piedras de buen tamaño. El tipo de vegetación donde se distribuyen es típica del bosque tropical caducifolio.

## Estado de conservación
Esta araña no se encuentra dentro de alguna categoría de riesgo en las normas nacionales e internacionales.